# Stanisław Rydzyński
Stanisław Rydzyński herbu Wierzbna (zm. przed 8 maja 1699) – łowczy wschowski w latach 1695–1697.
Sędzia kapturowy sądu grodzkiego wschowskiego w 1696 roku. Był elektorem Augusta II Mocnego w 1697 roku z województwa kaliskiego.